# Município de Jackson (condado de Champaign, Ohio)
O município de Jackson (em inglês: Jackson Township) é um município localizado no condado de Champaign no estado estadounidense de Ohio. No ano de 2010 tinha uma população de 2.644 habitantes e uma densidade populacional de 27,32 pessoas por km².

## Geografia
O município de Jackson encontra-se localizado nas coordenadas 40° 04′ 53″ N, 83° 58′ 28″ O. Segundo a Departamento do Censo dos Estados Unidos, o município tem uma superfície total de 96.78 km², da qual 96,78 km² correspondem a terra firme e (0 %) 0 km² é água.

## Demografia
Segundo o censo de 2010, tinha 2.644 habitantes residindo no município de Jackson. A densidade populacional era de 27,32 hab./km². Dos 2.644 habitantes, o município de Jackson estava composto pelo 97,54 % brancos, o 0,3 % eram afroamericanos, o 0,23 % eram amerindios, o 0,19 % eram asiáticos, o 0,34 % eram de outras raças e o 1,4 % eram de uma mistura de raças. Do total da população o 0,91 % eram hispanos ou latinos de qualquer raça.